# Mettler Toledo
Mettler Toledo je švicarsko-američko dioničko društvo i najveći proizvođač vaga u svijetu.

## Povijest
- 1945. Mettler je osnovan od inženjera Dr. Erhard Mettler u Küsnachtu kraj Ciriškog jezera.

## Vanjske poveznice
- Mettler Toledo Hrvatska